# IS (Infinite Stratos)
IS (Infinite Stratos) (яп. IS〈インフィニット・ストラトス〉 IS (Инфинитто Суторатосу), Бесконечные небеса) — серия лайт-новел Идзуру Юмидзуру с иллюстрациями художника Окиуры. Выпускается издательством Media Factory под лейблом MF Bunko J; по состоянию на март 2011 года опубликовано 7 томов. Манга-адаптация сюжета с иллюстрациями Кэндзи Акахоси начала выходить в сэйнэн-журнале Monthly Comic Alive с 27 мая 2010 года. Трансляция аниме-сериала на основе лайт-новел прошла в январе-марте 2011 года. Первые пять томов лайт-новел разошлись тиражом в общей сложности в 400 000 экземпляров.

## Сюжет
Технология «Бесконечные небеса» разработана в Японии под руководством инженера и техника Табанэ Синононо, но использовать её могут только женщины, в связи с чем возникает неравноправие полов и в обществе доминируют именно женщины. Однако мощь и боевое мастерство данного оружия настолько велики, что был подписан международный договор, запрещающий его использование в качестве военной силы.
Несколько лет спустя выяснилось, что 15-летний Итика Оримура является единственным мужчиной, способным управлять ИС. Он насильно зачисляется в Академию Бесконечных Небес: общеобразовательную школу-интернат для девушек, ученики которой тренируются, чтобы стать пилотами ИС. В этой школе Итика воссоединяется с двумя своими подругами детства, Хоки Синононо и Линъинь Хуан, и знакомится с Сесилией Олкотт, представителем IS из Великобритании. Под руководством своего учителя, легендарного пилота и сестры Итики Тифуи Оримуры Итике и девочкам нужно будет использовать всё, что в их распоряжении, чтобы защитить себя и свою академию от опасностей, которые возникнут в течение их захватывающей школьной жизни.

## Персонажи

### Учащиеся
- Итика Оримура (яп. 織斑 一夏 Оримура Итика)

15-летний юноша, главный персонаж сюжета. Студент-первокурсник академии и младший брат легендарной девушки-пилота IS, Тифую. Оба были брошены родителями, когда были детьми, и лишь благодаря сестре им удалось выжить. Итика имеет странную привычку оценивать ситуацию, сопровождая это «внутренним диалогом». Его IS называется Бякусики (яп. 白式, «Белый Доспех»); факт того, что он стал первым мужчиной-пилотом, сделал его знаменитым. Как владелец экзоскелета, Итика сначала проявлял себя слабым пилотом. Несмотря на довольно мягкий характер, в определённые моменты Итика способен проявлять твёрдость, незлопамятен. Популярен среди девушек по вполне понятной причине и не обращает внимания на тот факт, что они питают к нему чувства.
Сэйю: Коки Утияма.
- Хоки Синононо (яп. 篠ノ之 箒 Синононо Хо:ки)

Студентка-первокурсница академии; подруга детства Итики, с которым увиделась через 6 лет после их предыдущий встречи. В её внешности выделяются очень длинные волосы. Хоки много лет увлекается кэндо и даже принимала участие в национальном чемпионате по этому виду единоборств; один из них, проходивший за год до её поступления в академию, она выиграла. В академии же она присоединилась к клубу кэндо. Её IS 4 поколения называется Ака Цубаки (яп. 紅椿, «Красная камелия»), хотя она и не очень опытна в бою. Некоторое время жила с Итикой в одной комнате, куда последнего поселили ошибочно. Её сестра — изобретатель технологии IS. Хотя и питает чувства к Итике, старается не показывать их. Хоки страдает психическим отклонением, из-за которого порой не в состоянии подавить свой характер, из-за чего прибегает к насилию.
Сэйю: Ёко Хикаса.
- Сесилия Алкотт (яп. セシリア・オルコット Сэсириа Орукотто)

Студентка-первокурсница академии, родом из Англии. Единственная девушка, сумевшая победить экзаменатора. Её отец, британский аристократ, будучи слабым и робким человеком, практически не принимал участия в жизни семьи, однако заставил дочь поклясться не выходить за человека, ниже её статусом. Она осиротела тремя годами ранее из-за инцидента с крушением поезда и вынуждена отбивать нападки тех, кто претендует на наследство. Её IS называется «Синие слёзы» (англ. Blue Tears). Проявляет себя высокомерной и ревнивой, не умеет готовить, но сама считает иначе. Свою любовь к Итике проявляет ревностью и пристальным вниманием.
Сэйю: Юкана.
- Хуан Линъинь (яп. 凰 鈴音 Фан Ринъин)

Студентка-первокурсница академии, родом из Китая. Как и Хоко является подругой детства Итики. Родные Линъинь работают в китайском ресторане. Имеет личный IS «Драконий Панцирь». Очень энергичная и немного высокомерная, отлично готовит. Перевелась в класс Итики, когда Хоки ушла из его класса, и обиделась на парня, узнав, что тот забыл своё прошлое обещание (если она научится хорошо готовить, то он станет её парнем).
Сэйю: Асами Симода.
- Шарлотта Дюнуа (яп. シャルロット・デュノア Сяруротто Дюноа)

Студентка-первокурсница академии, родом из Франции. Притворилась парнем для того, чтобы ближе познакомиться с Итикой. Фальшивый Шарль Дюнуа (яп. シャルル デュノア Сяруру Дюноа) стал вторым после Итики студентом-мужчиной, и как мужчину, её поселили в одну комнату с Итикой, который вскоре застал Шарлотту в душе голой и узнал правду. Шарлотта — внебрачная дочь своего отца. Она никогда не ладила с ним, а два года назад умерла её родная мать, и девушку приняли в семью. Её личный IS «Возрождённый Рафаэль». Шарлотта — самая сильная из всех девушек-пилотов IS-академии, хотя её IS только 2 поколения.

Основные персонажи. Слева направо:
верхний ряд — Итика, Хоки, Сесилия, Линъинь
нижний ряд — Шарлотта, Лаура, Тифую, Мая

Сэйю: Кана Ханадзава.
- Лаура Бодевиг (яп. ラウラ・ボーデヴィッヒ Раура Ба:довиххи)

Студентка-первокурсница академии, родом из Германии. Она является членом немецкой армии и получила звание второго лейтенанта на войне, где служила под руководством Тифую, к которой с тех пор относится с огромным уважением. У неё красные глаза, длинные платиновые волосы и чёрная повязка на левом глазу, в который встроена нано-машина. Её IS называется «Чёрный дождь» (нем. Schwarz Regen,  (яп. シュヴァルツェア レーゲン Сюваруцэа Рэ:гэн)). Известно, что имя «Лаура» не настоящее, а истинное имя так и не было раскрыто. Позже влюбляется в Итику, перед этим чуть не убив его.
Сэйю: Марина Иноуэ.
- Татэнаси Сарасики (яп. 更識 楯無 Сарасики Татэнаси)

Студентка-второкурсница академии, глава школьного совета, является сильнейшим пилотом академии. Она является наёмным представителем России. Обладает весёлым характером, и достаточной харизмой, чтобы привлекать к себе людей. Её IS называется Mysterious Lady (яп. 霧纒の淑女 (ミステリアス・レイディ) Мутэн но Сюкудзё (Мисутэриасу Рэйди)). Позже выясняется, что её настоящие имя Катана Сарасики (яп. 更識 刀奈 Сарасики Катана).
Сэйю: Тива Сайто.

### Инструкторы
- Тифую Оримура (яп. 織斑 千冬 Оримура Тифую) - Серьёзная, мрачная. 24-летняя старшая сестра Итики и Классный руководитель в Академии. Когда-то давно,  она была японским пилотом IS-машин первого поколения и, как говорили, была сильнейшим пилотом IS в какой-то момент до выхода на пенсию. Во время выхода на пенсию она ухаживала за братом и воспитывала его сама после того, как родители бросили их в молодом возрасте. Несмотря на свое безразличие к Ичике, Тифую глубоко заботится о своем брате, так как видит в нем свою единственную семью. Тифую был также тем, кто записал Ичику в Академию ИС, чтобы защитить его от других стран. Чифую когда-то владел Юкихира, мощное энергетическое лезвие ИГ, теперь находящееся во владении Итики. Тифую был близким другом Табане Шинононо, которая объясняет, как их младшие братья и сестры стали друзьями детства. Табане также подразумевает (в значительной степени), что Тифую пилотировала «Белого рыцаря» (騎士 騎士, Широкиши) - первую в мире разработанную ИС, которая защищала Японию, когда 2341 ракета была запущена в страну одновременно из-за взлома за 10 лет до основной истории. Её IS в настоящее время называется Курэзакура, также многие девушки в классе восхищаются ею.

Сэйю: Мэгуми Тоёгути.
- Мая Ямада (яп. 山田 真耶 Ямада Мая)

Второй инструктор, наряду с Тифую, отвечающая за класс Итики.
Сэйю: Норико Ситая.

### Прочие
- Табанэ Синононо (яп. 篠ノ之 束 Синононо Табанэ)

Старшая сестра Хоки и создатель технологии IS, однако после его создания внезапно исчезла и теперь объявлена в розыск во многих странах. Хоки ненавидит свою старшую сестру ещё с 6 лет. Несмотря на свои знания, Табанэ довольно эксцентрична и ведёт себя как ребенок. Улучшила своё тело с помощью наномашин настолько сильно, что может «голыми руками» победить лучший IS 3-го поколения.
Сэйю: Юкари Тамура.
- Дан Готанда (яп. 五反田 弾 Готанда Дан)

Ещё со времён школы лучший друг Итики. Очень проницателен.
Сэйю: Макото Ясумура.
- Ран Готанда (яп. 五反田 蘭 Готанда Ран)

Младшая сестра Дана, ей 14 лет, посещает частную школу для девочек. Учится в третьем классе средней школы и является президентом школьного совета. Питает любовные чувства к Итике.
Сэйю: Норико Обато.

## Медиа-издания

### Лайт-новел
Infinite Stratos изначально — серия лайт-новел Идзуру Юмидзуру с иллюстрациями художника Окиуры. Выпускается издательством Media Factory под лейблом MF Bunko J. Первый том лайт-новел был опубликован 31 мая 2009 года. По состоянию на март 2011 года опубликовано 7 томов.
Лайт-новел Infinite Stratos лицензирован китайской компанией Sharp Point Press; первый том был опубликован 9 ноября 2010 года. При этом поначалу выход лайт-новел за пределами Японии носил неопределённый статус: Юмидзуру заявлял, что представители Media Factory пытаются вести переговоры с китайскими партнёрами без разрешения на публикацию со стороны автора, и даже был готов при необходимости обращаться в суд.
| № | Дата публикации      | ISBN                   |
| - | -------------------- | ---------------------- |
| 1 | 25 мая 2009 года     | ISBN 978-4-8401-2788-2 |
| 2 | 25 августа 2009 года | ISBN 978-4-8401-2870-4 |
| 3 | 25 декабря 2009 года | ISBN 978-4-8401-3086-8 |
| 4 | 25 марта 2010 года   | ISBN 978-4-8401-3179-7 |
| 5 | 25 июня 2010 года    | ISBN 978-4-8401-3428-6 |
| 6 | 24 декабря 2010 года | ISBN 978-4-8401-3516-0 |
| 7 | 8 апреля 2011 года   | ISBN 978-4-8401-3856-7 |
| 8 | 6 августа 2013       | ISBN 978-4-906866-12-0 |

### Манга
Первая глава манги, являющейся адаптацией сюжета произведения, с иллюстрациями художника Кэндзи Акахоси была опубликована в сэйнэн-журнале Monthly Comic Alive 27 мая 2010 года. Первый танкобон манги был опубликован 22 декабря 2010 года.

### Аниме
О производстве аниме Infinite Stratos было объявлено 21 июня 2010 года, официальная страница сериала на сайте телеканала TBS появилась полтора месяца спустя, 8 августа. Производством занимается студия 8-Bit под руководством режиссёра Ясухито Кикути.
Дизайнерами персонажей и боевых роботов IS заявлены Такэясу Курасима и Такэси Такакура соответственно. Сценаристами являются Ацухиро Томиока, Тинацу Ходзё и Фумихико Симо. Премьера первой серии прошла на телеканале TBS 6 января 2011 года. Открывающую музыкальную композицию Straight Jet исполняет Минами Курибаяси; закрывающую Super∞Stream — Ёко Хикаса. CD-диски с синглами были выпущены 26 января и 16 февраля 2011 года соответственно под лейблом Lantis. Автором музыки к сериалу является Масуми Ито.

#### Список серий
| 1 | All my Classmates are Female (Все мои одноклассники - девчонки) «Курасумэйто ва Дзэнъин Онна» (クラスメイトは全員女)                                               | 6 января 2011 года   |
| Итика Оримура, вступает в IS-академию и становится первым мужчиной в классе (и во всем мире), кто сумел активировать технологию IS. Юноша привлекает внимание женской половины и становится объектом пристального наблюдения с их стороны. Итика встречает свою первую подругу детства — Хоки, которая становится его одноклассницей, и обнаруживает, что его старшая сестра Тифую — его классный руководитель и инструктор IS-академии. Также Оримура узнает, что его поселили в одной комнате с Хоки, что вызывает массу проблем. Между тем девушки-одноклассницы предлагают кандидатуру Оримуры на должность старосты класса. Это приводит к конфликту с будущим представителем Великобритании, Сесилией Олкот, которая вызывает Итику на дуэль. | |                      |
| 2 | Class Representative Selection Match! (Поединок за звание представителя класса) «Курасу Дайхё: Кэттэйсэн» (クラス代表決定戦)                                       | 13 января 2011 года  |
| Оримура просит Хоки научить его управлять Иком. Чтобы учительницей Итики не стала студентка старшего класса, она соглашается. Для Оримуры наступает период непрерывных тренировок, а для Хоки — время для размышлений о её отношениях с Итикой. Наступает время поединка за звание старосты. Из-за незнания в теоретической сфере управления Иком парень терпит поражение. Сесилия задумывается о том, имеет ли она право носить звание старосты. | |                      |
| 3 | The Transfer Student is the Second Childhood Friend (Переведённая ученица - вторая подруга детства) «Тэнко:сэй ва Сэкандо Осананадзими» (転校生はセカンド幼なじみ) | 20 января 2011 года  |
| Во время показательного вылета Оримура допускает ошибку и падает с большой высоты, оставив в земле огромную воронку. Сесилия проявляет к Итике заботу и внимание (а позже отказывается от звания старосты в пользу юноши), не прячется от глаз Хоки и становится причиной столкновения между двумя девушками. Во втором классе изменился староста, выбрали новенькую ученицу по обмену, которая оказалась будущим представителем Китая и близкой подругой Итики. Тёплые отношения Итики с новенькой вызвали шквал ревности со стороны Сесилии и Хоки, поэтому во время тренировки на IS, девушки хорошенько «обработали» его. Познакомившись с Хоки, Лин догадалась, где закопан стержень проблемы, и сначала потребовала от Оримуры истинного мнения относительно неё и Хоки, а затем потребовала у Синононо, чтобы она освободила комнату Итики и уступила место Лин. Не достигнув результата, Лин вызывает Итику на бой. | |                      |
| 4 | Showdown! The Class League Match (Игра на вылет! Соревнования между классами) «Кэссэн! Курасу Ри:гуматти» (決戦!クラス対抗戦（リーグマッチ）)                      | 27 января 2011 года  |
| В разгар боя между Итикой и Лин на арене появляется новый соперник. В момент, когда Оримура собрался нанести решающий удар Лин, произошёл неизвестный взрыв. IS-академия оказалась в режиме блокировки. Новый противник — мощный IS неизвестного происхождения. Итика и Лин принимают решение задержать врага. Совместными усилиями парочке удаётся одержать победу над соперником, однако в результате этого страдает Итика, который попадает в госпиталь. После выздоровления Итике почти удаётся пригласить девушку на свидание, однако их разговору мешают Сесилия и Хоки. Между тем, Тифую совместно со своим заместителем выясняют, что ядро неизвестного IS нигде не зарегистрировано и, кроме того, внутри экзоскелета отсутствует пилот, то есть эта технология обладает интеллектом и полностью автономна. | |                      |
| 5 | Boy Meets Boy (Встреча двух парней) «Бо:й Ми:цу Бо:й» (ボーイ・ミーツ・ボーイ)                                                                                     | 3 февраля 2011 года  |
| Итика встречается с друзьями и делится своими успехами. Между тем, заместитель Тифую объявила, что Итику и Хоки расселяют ввиду недопустимости, что парень и девушка жили под одной крышей. К удивлению Синононо, Хоки спокойно реагирует, и в порыве эмоций заявляет, что в следующем месяце будут соревнования по личным зачетам, и если она победит, то Итика пойдёт на свидание с ней. Новость разлетелась по академии. В первый класс переводится еще один парень — Шарль Дюнуа — будущий представитель Франции, однако странности в его поведении сложно не заметить. Шарль, как и Итика становятся объектом пристального внимания всех девушек IS-академии. Шарль переселяется в комнату Итики, а в первый класс переводится ещё один человек — девушка из Германии по имени Лаура Бодвиг. Она знакома с Тифую и ненавидит Итику, показав это неожиданной пощёчиной при всём классе. | |                      |
| 6 | My Roommate is a Young, Blonde Nobleman (Мой сосед - учтивый блондин) «Ру:мумэйто ва Бурондо Дзэнтору» (ルームイトはブロンド貴公子（ジェントル）)                  | 10 февраля 2011 года |
| Хоки, Лин и Сесилия пытаются научить Итику пилотировать IS, однако парень ничего не понимает в теории. Оримуру предлагает парню провести тренировочный бой и пострелять из собственного оружия. Дюнуа защищает Итику от Лауры Бодвиг, которая постоянно ищет возможность спровоцировать конфликт. Случайно став свидетелем напряженного разговора между Лаурой и Тифую, Итика возвращается в подавленном состоянии домой и случайно обнаруживает, что Шарль Дюнуа — это девушка (застал её голой в душе). Шарлотта объясняет свои истинные причины, по которым она скрыла свой пол. Всё это сопровождается курьезными ситуациями с эротическим подтекстом. Между тем, на арене Лаура клянётся, что отомстит Итике и сотрёт позор с Тифую. | |                      |
| 7 | Blue Days ~ Red Switch (Счастливые деньки / красная кнопка) «Буру: Дэйдзу/Рэддо Суитти» (ブルー・デイズ/レッド・スイッチ)                                          | 17 февраля 2011 года |
| По академии распространились слухи, что девушка, которая победит на соревнованиях месяца, пойдёт на свидание с Оримурой. Хоки понимает, что её невинная фраза стала причиной этой ситуации, но есть большая проблема: девушка осознает, что такое настоящая сила, и как она себя вела в последнее время. Сесилия и Лин решают устроить тренировочный бой, однако вмешивается Лаура и провоцирует их на конфликт. Бодвиг легко побеждает парочку, кажется, что ей нравится мучить своих соперников. Битва доходит до того, что атаки Лауры могут убить и Сесилии, и Лин. Вмешиваются Оримура и Шарлотта, чтобы не допустить смертельного исхода. Бой прерывает Тифую, которая запрещает любые схватки до официального турнира. Однако Сесилия и Лин выведены из состава участников предстоящего конкурса как пилоты, получившие максимальные повреждения. Между тем, формируются пары пилотов IS перед соревнованиями месяца. Итика выбирает Шарлотту, однако выбор проходит по жеребьевке, которая показывает, что соперниками Итики и Шарлотты будут Хоки и Лаура Бодвиг.                                                                                  | |                      |
| 8 | Find Out My Mind (Узнай о моих чувствах) «Фаиндо Ауто Май Маиндо» (ファインド・アウト・マイ・マインド)                                                             | 24 февраля 2011 года |
| Во время битвы на турнире Шарль и Итика выбирают правильную стратегию. Дюнуа без особых усилий легко и быстро побеждает Хоки, чтобы присоединиться к своему партнеру. После того, как Лаура проигрывает бой, происходит аномалия: её IS меняет форму и становится мощным; в академии объявляют чрезвычайное положение. Шарль передаёт свою энергию Итике, и тот использует одну из своих атак, что в конце концов останавливает Бодвиг. Она попадает в больницу, где её посещает Тифую, которая проводит с ней профилактическую беседу. Дюнуа и Оримура проводят вместе время. Шарль говорит Итике о своём желании остаться в академии и просит Оримуру называть его Шарлоттой. На следующий день Шарль раскрывает своё истинное происхождение о том, что он — в действительности девушка. Это вызывает бурную реакцию среди одноклассниц. Лин грозно проламывает стену в классе и выстреливает из своей импульсной пушки. Однако внезапно вмешивается Бодвиг, которая защищает Итику своим энергощитом. Девушка целует Оримуру на глазах у всего класса и говорит, что отныне Итика «будет её женой» (это словесная ошибка, поскольку Лаура — иностранка). | |                      |
| 9 | Ocean's Eleven! (Одиннадцать у моря) «О:сяндзу Ирэбун!» (海に着いたら十一時(オーシャンズ・イレブン)!)                                                              | 3 марта 2011 года    |
| Табанэ сообщает Хоки, что для Синононо привозят новый прочный IS. Между тем, Итика просыпается в своей комнате и обнаруживает спящую рядом с ним Лауру Бодвиг. Их застаёт Хоки, которая зашла к парню, чтобы забрать его на утренние тренировки. Итика решает бежать в город, чтобы купить необходимые вещи, и берет с собой Шарлотту. Покупки сопровождаются забавными ситуациями, так как за парочкой решают проследить Сесилия, Лин и Лаура. Весь первый класс отправляется на пляж, где девушки навязчиво пытаются привлечь внимание Итики. Кардинально меняется характер Лауры Бодвиг, которая превращается во влюбленную застенчивую девушку. Единственная, кто не радуется, это Хоки, потому что на следующий день должна приехать её старшая сестра Табанэ. | |                      |
| 10 | Thin Red Line (Тонкая красная линия) «Син Рэддо Раин» (その境界線の上に立ち(シン・レッド・ライン))                                                                 | 10 марта 2011 года   |
| Продолжается череда неприятностей, связанных с попытками девушек обратить внимание Итики. Сесилия соблазнительно одевается, чтобы поразить Оримуру, который пригласил её к себе в гости (как оказалось позже, просто чтобы сделать ей массаж). Англичанка застала у него других девушек, и Тифую провела среди них всех воспитательную беседу. Между тем, прибывает Синононо Табанэ, которая дарит своей младшей сестре Хоки IS четвёртого поколения. Мая сообщает, что во время испытаний экзоскелета с автономным ядром «Благая весть» на полигинах производства США и Израиля произошла неисправность. Итика вместе с девушками получают приказ перехватить взбесившийся IS и уничтожить его. | |                      |
| 11 | Get Ready (Готов) «Гэтто Рэди» (ゲット・レディ) | 24 марта 2011 года   |
| Итика и Хоки отправляются на перехват серебряного IS’а. Во время боя Оримура замечает, что в районе боя находится чужой корабль, и решает защитить его. Итика защищает Хоки от выстрела «Благой Вести» и попадает в лазарет. Чувствуя свою вину, Хоки вспоминает прошлое и почти отказывается от пилотирования IS. Все девушки-пилоты принимают решение отомстить за Итику и вместе найти вражеский IS. Они нарушают приказ Тифую и совершают нападение на «Благую Весть». | |                      |
| 12 | Your Name Is (Твоё имя …) «Юа Нэ:му Идзу» (君の名は(ユア・ネーム・イズ))                                                                                           | 31 марта 2011 года   |
| Девушки начинают атаковать «Благую Весть» и совместными усилиями наносят кратковременно поражение, однако экзоскелет переходит в иной режим и принимает более мощную форму. Между тем, Итика встречается в своём сознании с двумя незнакомками — загадочной девушкой в белой одежде и Белым Рыцарем, которые выводят его из бессознательного состояния. Белые Доспехи рыцаря принимают свою вторую форму на теле Итики, и парень отправляется на подкрепление к своим подругам. После ожесточённой схватки Оримуре удаётся победить и отключить взбесившийся беспилотный IS. Получив выговор от Тифую за нарушение приказа, пилоты отправляются обедать. Между старшей сестрой Итики и Табанэ Синононо происходит странный и загадочный разговор, после чего последняя таинственно исчезает. Итика и Хоки на берегу моря обсуждают последние события, однако попытку поцелуя Оримуры прерывают разъяренные Лаура, Шарлотта, Лин и Сесилия. Итика хватает Хоки на руки и убегает, за ними на IS начинают гнаться разгневанные девушки. | |                      |